# Provincia di Bac Kan
Bac Kan (vietnamita: Bắc Kạn) è una provincia del Vietnam, della regione di Dong Bac. Occupa una superficie di 4.859,4 km² e ha una popolazione di 313.905 abitanti. 
La capitale provinciale è Bắc Kạn, città (thị xã). 

## Distretti
Di questa provincia fanno parte i distretti rurali (huyện):
- Ba Bể
- Bạch Thông
- Chợ Đồn
- Chợ Mới
- Na Rì
- Ngân Sơn
- Pác Nặm